# Bestie Krieg
Bestie Krieg ist ein US-amerikanischer Spielfilm aus dem Jahr 1988. Er handelt von den Verbrechen und dem Schicksal einer sowjetischen T-55-Panzerbesatzung zur Zeit des ersten Afghanistankriegs. Die Besatzung besteht aus vier Sowjets, Daskal (Kommandant), Koverchenko, Golikov, Kaminski und einem afghanischen Mitstreiter (Samad).

## Handlung
1981 überfallen sowjetische Soldaten ein paschtunisches Dorf und schalten die dort anwesenden afghanischen Kämpfer aus. Nachdem jedoch die Frauen des Dorfes die Panzer mit Stöcken und Steinen angreifen, werden auch diese nicht verschont. Im Laufe des Gefechtes gelingt es einem der afghanischen Kämpfer, einen der Panzer mit einem Molotowcocktail auszuschalten. Zu seiner Bestrafung und zur Abschreckung weiterer Angriffe befiehlt Daskal – der auch schon im Zweiten Weltkrieg diente – Koverchenko, den inzwischen wehrlosen, entwaffneten Mann mit dem Panzer zu überrollen. Bevor die Soldaten das Dorf verlassen, wird es niedergebrannt und der Brunnen mit Zyanid vergiftet.
Auf dem Rückmarsch wird der Panzer von der Hauptstreitmacht getrennt und beginnt eine Irrfahrt durch das für die sowjetischen Soldaten unbekannte Hinterland. Zusätzlich werden sie von den überlebenden Kämpfern des zu Beginn verwüsteten Dorfes gejagt. Im weiteren Verlauf der Handlung intensivieren sich die Spannungen zwischen dem Kommandanten und Koverchenko und eskalieren, nachdem der Kommandant Koverchenkos Freund Samad aufgrund eines Spionageverdachtes erschießt. Da Koverchenko dem Kommandanten droht, ihn vor ein Kriegsgericht zu bringen und ihm das Kommando mit Waffengewalt entreißen will, wird er kurzerhand gefesselt und zum Sterben im Niemandsland zurückgelassen.
Aufgrund seines – wenn auch beschränkten – paschtunischen Wortschatzes gelingt es Koverchenko, den ihn auffindenden Mob davon abzuhalten, ihn zu töten. Stattdessen beruft er sich auf eine alte Sitte, welche auch dem ärgsten Feind ein Recht auf Gnade einräumt. Getrieben von seinem Hass auf seinen ehemaligen Kommandanten hilft er nun den Afghanen, den Panzer zu verfolgen und ihn zum Ende des Filmes hin zu vernichten.
Doch statt seine ehemaligen Kameraden kaltblütig zu ermorden, so wie sie es für ihn selbst angedacht hatten, lässt er sie laufen und bittet seine neuen Verbündeten von Rache abzusehen. Dennoch gelingt es einem aus Frauen bestehenden Mob, Daskal auf seiner Flucht einzuholen und ihn zu erschlagen. Golikov und Kaminski gelingt die Flucht. Nachdem die Frauen Koverchenko ihre Tat mit einem selbstgefälligen Lächeln eingestehen, erkennt dieser, dass sich manche Afghanen in ihrer menschenverachtenden Verhaltensweise nicht von der seines Kommandanten unterscheiden. So entschließt er sich letztendlich doch wieder für die sowjetische Seite und lässt sich von einem anfliegenden Hubschrauber ausfliegen.

## Kritiken
- Cinema beschreibt das Werk als „grimmige[n] Kriegsfilm mit böser Story und packenden Charakteren. Fazit: Brutal, klug, fesselnd bis zum bitteren Ende“[1]
- Lexikon des internationalen Films: „Harter Kriegsfilm mit abenteuerlichen Zügen, dem es weniger um eine Analyse der politischen Situation geht als um eine exemplarische Behandlung der Entmenschlichung durch den Krieg; die klischeehafte formale Umsetzung hinterläßt einen zwiespältigen Eindruck.“[2]

## Weiteres
Der Film beginnt mit einem Auszug aus Rudyard Kiplings Gedicht The Young British Soldier:
When you're wounded and left on Afghanistan's plains,

And the women come out to cut up what remains,

Jest roll to your rifle and blow out your brains

And go to your God like a soldier.

## Auszeichnungen
- 1989: Cleveland International Film Festival, Bester Film